# Recilia alcanor
Recilia alcanor là loài côn trùng thuộc họ Cicadellidae, bộ Cánh nửa. Loài này được Linnavuori miên tả năm 1969.